# Frederik Christian af Sachsen
Frederik Christian af Sachsen (tysk: Friedrich Christian von Sachsen) (5. september 1722 i Dresden – 17. december 1763 i Dresden) var kurfyrste af Sachsen fra 5. oktober til 17. december 1763.
Frederik Christian var en yngre (men den ældste overlevende) søn af den polske konge og sachsiske kurfyrste August 3. af Polen og Maria Josepha af Østrig. Han tilhørte den albertinske linje af Huset Wettin. I 1747 giftede han sig med Maria Antonia af Bayern. Han efterfulgte sin far som kurfyrste af Sachsen ved dennes død den 5. oktober 1763 men døde allerede den 17. december samme år. Han blev efterfulgt som kurfyrste af sin ældste søn, Frederik August.